# Spojina vodnica
Spojina vodnica (angl. lead compound) je naravna, polsintezna ali sintezna spojina s farmakološkim in biološkim delovanjem, ki izkazuje določene neželene lastnosti, in je izhodišče v procesu načrtovanja zdravilnih učinkovin ter se uporablja za nadaljnjo optimizacijo.

## Iskanje spojin vodnic
V preteklosti so bile kot spojine vodnice najpomembejše naravne spojine. Med letoma 1981 in 2006 je bilo uvedenih 974 novih učinkovin, od tega jih je bilo 60 % razvitih iz spojin naravnega izbora, v skupini protibakterijskih in citotoksičnih spojinpa je bilo takih celo med 70 in 80 odstotki. Primeri pomembnih spojin vodnic so na primer morfin, emetin, strihnin, kinin, kofein, atropin, penicilin, streptomicin, kloramfenikol, naravni tetraciklini, vankomicin, cefalosporin C ... Tudi v sodobnem času potekajo raziskave poleg sintetičnih tudi na dobro poznanih kot tudi še neraziskanih rastlinskih in mikrobioloških virih spojin z namenom odkritja spojin vodnic za nove učinkovine.
Pri načrtovanju novih zdravilnih učinkovin poteka iskanje ustreznih spojin vodnic na različne načine. Eden od sodobnih načinov iskanja novih spojin vodnic je eksperimentalno rešetanje visokih zmogljivosti, kjer poteka dejansko preskušanje aktivnosti več deset ali sto tisoč spojin oz. fragmentov iz dostopnih podatkovnih baz. Novejša metoda je virtualno rešetanje, ki predstavlja in silico iskanje biološko aktivnih molekul v obširnih podatkovnih knjižnicah sintetiziranih in/ali virtualnih spojin. Pri virtualnem rešetanju gre za uporabo računalniških orodij za iskanje potencialno aktivnih spojin; manjše število takih potencialnih spojin vodnic gre nato v vrednotenje z biološkimi testi, kar bistveno poceni in skrajša začetne faze raziskav razvoja učinkovin.